# 森正 (衆議院議員)
森 正（もり ただし、1867年5月9日（慶應3年4月6日）- 1943年（昭和18年）1月14日）は、明治から昭和前期の実業家、銀行家、政治家。衆議院議員。

## 経歴
大和国式上郡、のちの奈良県式上郡三輪村（式上郡三輪町、磯城郡三輪町、大三輪町を経て現桜井市）で、森五郎の長男として生れた。1886年（明治19年）上京して政治経済学を学んだ。1892年（明治25年）4月、アメリカ合衆国に留学し商業学を学び、さらにイギリスに留学して1899年（明治32年）に帰国した。
帰国後、実業界に入り、中央商業銀行頭取、工商貯蓄銀行取締役、日本製糸取締役、大和電気取締役、三輪素麺同業組合長などを務めた。また、郷土の将来有望な青年の育成に尽力し援助を行った。
政界では反政友会の立場に立ち、非政友会派の勢力拡張に尽力した。1908年（明治41年）5月の第10回衆議院議員総選挙で投票日の5日前に奈良県郡部から憲政本党所属で出馬して初当選。第11回総選挙では知人に立候補を譲ったが、1915年（大正4年）3月、第12回衆議院議員総選挙で奈良県郡部から立憲同志会所属で出馬して再選され、その後憲政会に所属して衆議院議員に通算2期在任した。